# Sie und die Drei (1922)
Sie und die Drei ist ein deutsches Stummfilmlustspiel aus dem Jahre 1922 mit Henny Porten, die diese Komödie auch produzierte, in der Hauptrolle.

## Handlung
Lia Lona ist eine gefeierte Filmdiva. Als sie eines Tages von einem Filmclub, der ihr zu Ehren ihren Namen trägt, eine Urkunde überreicht bekommen soll, hält sie denjenigen Mann, der ihr das Diplom überreichen will, für einen Dieb. Dann beginnen die Dinge turbulent zu werden. Im fahrenden Zug zieht sie auf der Flucht die Notbremse und wird daraufhin verhaftet. Die Anklage: Grober Unfug! Lia muss für ihre übereilte Aktion fünf Tage Arrest antreten. Doch aus der Strafe wird für die Filmdiva eine amüsante und muntere Abwechslung vom Schauspielalltag. Schlauerweise kann sie auch noch ihr Filmteam instruieren, diese „Ferien vom Ich“ für die Herstellung halbdokumentarischer Aufnahmen zu nutzen, die sie plant, in ihren nächsten Film einzuflechten.

## Produktionsnotizen
Sie und die Drei entstand von März bis Mai 1922, war 2500 Meter lang. Der Fünfakter passierte am 9. Juni 1922 die Filmzensur und erhielt Jugendverbot. Die Uraufführung fand am 23. Juli 1922 in Berlins Ufa-Palast am Zoo statt. Am 22. August 1922 erfolgte die österreichische Erstaufführung.
Die Filmbauten und Kostüme entwarf Ludwig Kainer. Portens Ehemann Wilhelm von Kaufmann hatte die Produktionsleitung. Max Reichmann assistierte Regisseur Dupont.

## Kritiken
Paimann’s Filmlisten resümierte: „Das Ganze ist eine auf die Beliebtheit Henny Portens sündigende Mache, ohne jegliche Handlung, ohne inneren Zusammenhang der Szenen. Die Darstellung ist, soweit dies unter den gegebenen Umständen möglich ist, befriedigend, die Aufmachung recht nett, desgleichen die Photos recht gut.“